# Duchess (Genesis)
Duchess è un singolo del gruppo musicale inglese Genesis, pubblicato nel 1980 ed estratto dall'album Duke.

## Tracce
Lato A
1. Duchess – 3:56

Lato B
1. Open Door – 4:00

## Formazione
- Tony Banks – tastiere, cori
- Phil Collins – voce, batteria, drum machine
- Mike Rutherford – chitarra, basso, cori

## Classifiche
| Classifica (1980) | Posizione massima |
| ----------------- | ----------------- |
| Regno Unito       | 46                |